# Nowy Dwór (rejon szczuczyński)
Nowy Dwór (biał. Новы Двор) – wieś (dawniej miasteczko) na Białorusi, w obwodzie grodzieńskim, w rejonie szczuczyńskim.
Miasto królewskie położone było w końcu XVIII wieku  w powiecie lidzkim województwa wileńskiego. 
W II Rzeczypospolitej w woj. nowogródzkim, w powiecie lidzkim, a od 1929 w powiecie szczuczyńsim. Siedziba gminy Nowy Dwór. W 1921 roku miejscowość liczyła 655 mieszkańców. Po wojnie wieś weszła w struktury administracyjne Związku Radzieckiego.